# Franco Bassani
Giuseppe Franco Bassani (Milano, 29 ottobre 1929 – Pisa, 25 settembre 2008) è stato un fisico italiano.

## Biografia
Laureatosi cum laude in Fisica all'Università degli Studi di Pavia nel novembre del 1952, dopo un'esperienza biennale da ricercatore presso il Consiglio Nazionale delle Ricerche a Milano (con i professori Piero Caldirola e Fausto Fumi) si è trasferito negli Stati Uniti, dove fino al 1956 ha lavorato al fianco del professor Frederick Seitz all'Università dell'Illinois. Al suo rientro in Italia ha ricoperto il ruolo di Professore Incaricato presso il Dipartimento di Fisica delle Università degli Studi di Palermo (1956-1957) e di Pavia (1957-1959); cinque anni in veste di Associate Physicist all'Argonne National Laboratory, in Illinois, hanno segnato una seconda parentesi americana. Successivamente ha ottenuto la cattedra di Fisica Teorica delle Università degli Studi di Messina (1964-1966) e di Pisa (1966-1969). Presso la Sapienza - Università di Roma, fino al 1980, è stato professore di fisica dello stato solido; in questo periodo è stato Invited Professor all'Ecole Polytechnique Fédérale di Losanna (1972-1973) e all'Università dell'Illinois di Urbana (1979-1980).
Nel 1980 è approdato come professore di fisica dello stato solido alla Scuola Normale Superiore di Pisa, dove ha insegnato fino al 2004. Del prestigioso ente è stato anche Direttore dal 1995 al 1999; nel 2005 ne è stato nominato Professore Emerito.

## Altri incarichi
Dal 1999 al 2007 ha ricoperto il ruolo di presidente della Società italiana di fisica. È stato, inoltre, fellow del britannico Institute of Physics dal 1971, dell'American Physical Society dal 1982 e della European Physical Society nel 2008. Per quest'ultima, dal 1986 al 1992 ha diretto il Condensed Matter Division Board. Ha fatto parte dei comitati scientifici e delle redazioni di diverse pubblicazioni internazionali, fra cui Solid State Communications (dal 1972 al 1986) ed Europhysics Letters (dal 1986 al 1992). Nel 1990 è entrato a far parte dell'Accademia Nazionale dei Lincei.

## Risultati scientifici
Le sue più rilevanti conquiste scientifiche sono avvenute nell'ambito della teoria della struttura elettronica a bande dei semiconduttori, della fotofisica dei centri di colore nei cristalli ionici, delle proprietà ottiche lineari e nonlineari dei semiconduttori e dei materiali isolanti e della teoria degli eccitoni e polaritoni in sistemi di semiconduttori a bassa dimensionalità.
Il suo metodo di calcolo della risposta ottica di un cristallo fondato sull'introduzione dello pseudopotenziale per la struttura elettronica a bande e sull'analisi della simmetria nel punto critico è alla base di una delle sue pubblicazioni più significative, Electronic States and Optical transitions in Solids (con G. Pastori Parravicini, Pergamon Press, Oxford 1975), divenuto punto di riferimento per la materia. Il suo contributo, infine, è stato cruciale per la costruzione di macchine di radiazione di sincrotrone in Italia.

## Premi e riconoscimenti

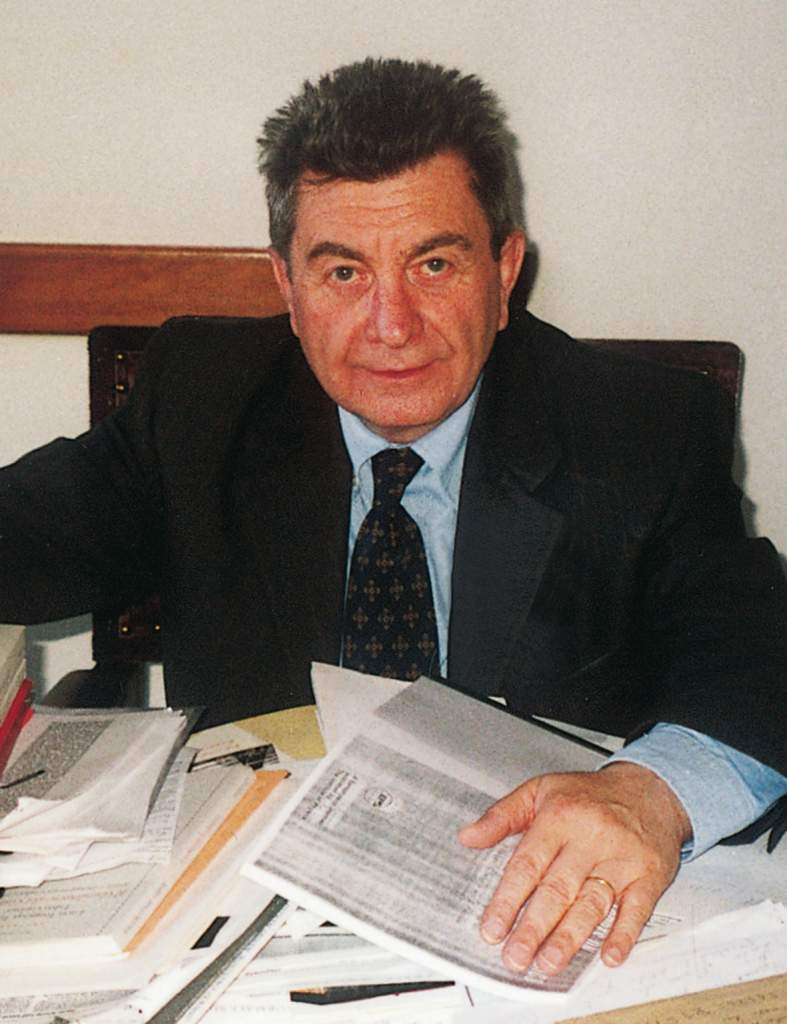
Franco Bassani

A Franco Bassani sono state conferite diverse lauree honoris causa (Università di Tolosa, 1979; Scuola politecnica federale di Losanna, 1986; Università di Purdue, 1994).
È stato inoltre insignito del Premio Somaini per la Fisica (1979), del Premio Italgas per le Scienze Materiali (1996), del Premio Columbus (1997) e del Premio Delfini d'Argento (Pubblica Assistenza di Cascina, 1998).
Dal Presidente della Repubblica, nel 2001, ha ricevuto la Medaglia d'Oro di Benemerito della Scienza e della Cultura.
Nel 2005 è divenuto cavaliere dell’Ordine di San Gregorio Magno. Nel 2008, infine, gli è stata assegnata la Medaglia della Società italiana di fisica.

## Opere principali
- Electronic States and Optical Transitions in Solids, F. Bassani and G. Pastori Parravicini (Pergamon Press, Oxford 1975)
- Problemi di Fisica della Scuola Normale, F. Bassani, L. Foà and F. Pegoraro (Zanichelli, Bologna 1984)
- Fisica dello Stato Solido, F. Bassani e U. Grassano (Bollati-Boringhieri, Torino, 2000)
- Highlights of Condensed Matter Theory, Atti della Scuola Internazionale di Fisica Enrico Fermi, Corso LXXXIX, a cura di F. Bassani, F. Fumi e M.P. Tosi (North Holland, Amsterdam, 1985)
- 7th General Conference of the Condensed Matter Division of the European Physical Society, Pisa, a cura di F. Bassani, G. Grosso, G. Pastori-Parravicini, Physica Scripta, Vol. T19A e T19B (1987)
- The Hydrogen Atom, Proceedings of the Symposium Held in Pisa, June 30-July 2, 1988, a cura di F. Bassani, M. Inguscio e T.D. Hänsch (Springer-Verlag, Berlin, 1989)
- Encyclopaedia of Condensed Matter Physics, 6 volumi, a cura di Franco Bassani, Peter Wieder e Gerald L. Liedl (Elsevier Press, Amsterdam, 2005)